# Баюк Віктор Геннадійович
Віктор Геннадійович Баюк — український історик, археолог, дослідник давньої та середньовічної історії Волині. Начальник Волинської археологічної експедиції Інституту археології НАН України, голова Волинського регіонального підрозділу Спілки археологів України, науковий співробітник Охоронної археологічної служби України та Адміністрації Державного історико-культурного заповідника «Стародавній Володимир», директор Адміністрації Державного історико-культурного заповідника «Старий Луцьк».

## Життєпис
Народився 2 вересня 1985 року в м. Луцьк Волинської області. Після закінчення школи у 2002 р., вступив до Волинського державного університету імені Лесі Українки, який закінчив у 2007 році, отримав кваліфікацію історика-археолога, викладача історії.
З 2009 року – науковий співробітник ДП «Волинські старожитності» ДП «НДЦ «ОАСУ» НАН України, з 2009 року аспірант Волинського Національного університету імені Лесі Українки.
Приймає активну участь в роботі наукових конференцій в області, в Україні (Луцьку, Одесі, Києві, Львові, Дніпрі та ін.) та Польщі.
Коло наукових інтересів – археологія поселенської структури Луцького регіону княжої доби.
Протягом 2005-2011 рр. брав участь у роботі Володимир-Волинської рятівної експедиції (2005 р.), Рованцівської рятівної археологічної експедиції (2005-2009 рр.), Шацької рятівної археологічної експедиції (2009 р.). З 2008 року працює під керівництвом Д. Н. Козака у складі Волинської рятівної експедиції (с. Товпижин Дубнівського р-ну, Рівненської області). Очолював Рованцівську рятівну експедицію (2010 р.), Шепельську рятівну археологічну експедицію (2010 р.), нині керівник Луцької постійно діючої рятівної археологічної експедиції
Працює в Адміністрації Державного історико-культурного заповідника у місті Луцьку, на посаді директора.
Проводив роботу з ексгумації та перепоховання жертв розстрілу у Луцькій тюрмі.
Працює над розкопками та відновленням втраченого фрагменту муру Окольного замку, досліджує власноруч відкриті підземелля Башти Чорторийських та Колегіуму єзуїтів.
Автор та співавтор близько 125 наукових статей із археології та історії Волині а також шести науково-популярних видань, путівників та каталогів, учасник більше 100 наукових форумів, делегат від Волині ні І Всеукраїнському археологічному з'їзді.[джерело не вказане 1603 дні]